# توم دالي (لاعب غطس)
توم دالي (مواليد 21 مايو 1994) هو لاعب غطس بريطاني فاز بميدالية ذهبية وثلاث برونزيات في الألعاب الأولمبية.